# Avenida Soublette (Vargas)
Avenida Soublette es el nombre que recibe una importante vía de transporte localizada entre Maiquetía, la ciudad de La Guaira (capital del estado La Guaira) y Macuto, al centro norte del país sudamericano de Venezuela y frente al Mar Caribe.
Debe su nombre al militar y político venezolano Carlos Soublette General en Jefe del Ejército Bolivariano de Venezuela durante la Guerra de independencia. 

## Descripción
Se trata de una vía que conecta la Autopista Caracas-La Guaira con la Avenida La Playa y la Avenida Álamo en Macuto. En su recorrido se vincula también con la Avenida Aeropuerto, la Calle Real Dos Cerritos, la Calle Nueva, la Avenida Miramar, Avenida Bicentenario, Calle Sorocaima, la Calle Libertador, la Calle Real de Maiquetía, Calle Bolívar, Calle Trinchera, entre otras.
Entre los Puntos de interés accesibles gracias a la vía se pueden mencionar: el Casco histórico de la Guaira, la Casa Guipuzcoana, la Plaza Vargas, la Plaza Soublette, el Polideportivo José María Vargas, el Domo José María Vargas, el Liceo José María Vargas, el Cementerio de Pariata, el C.C Litoral, el Complejo Cultural Cruz Felipe Iriarte, el Mercado Cacique de Maiquetia, la Plaza El Cónsul, la Plaza Bolívar, el Hospital Dr. José María Vargas, el Cementerio de la Guaira, el Mercado Libre de Punta de Mulatos, el Puerto de La Guaira, el Cementerio de los Ingleses (o extranjeros) entre otros.

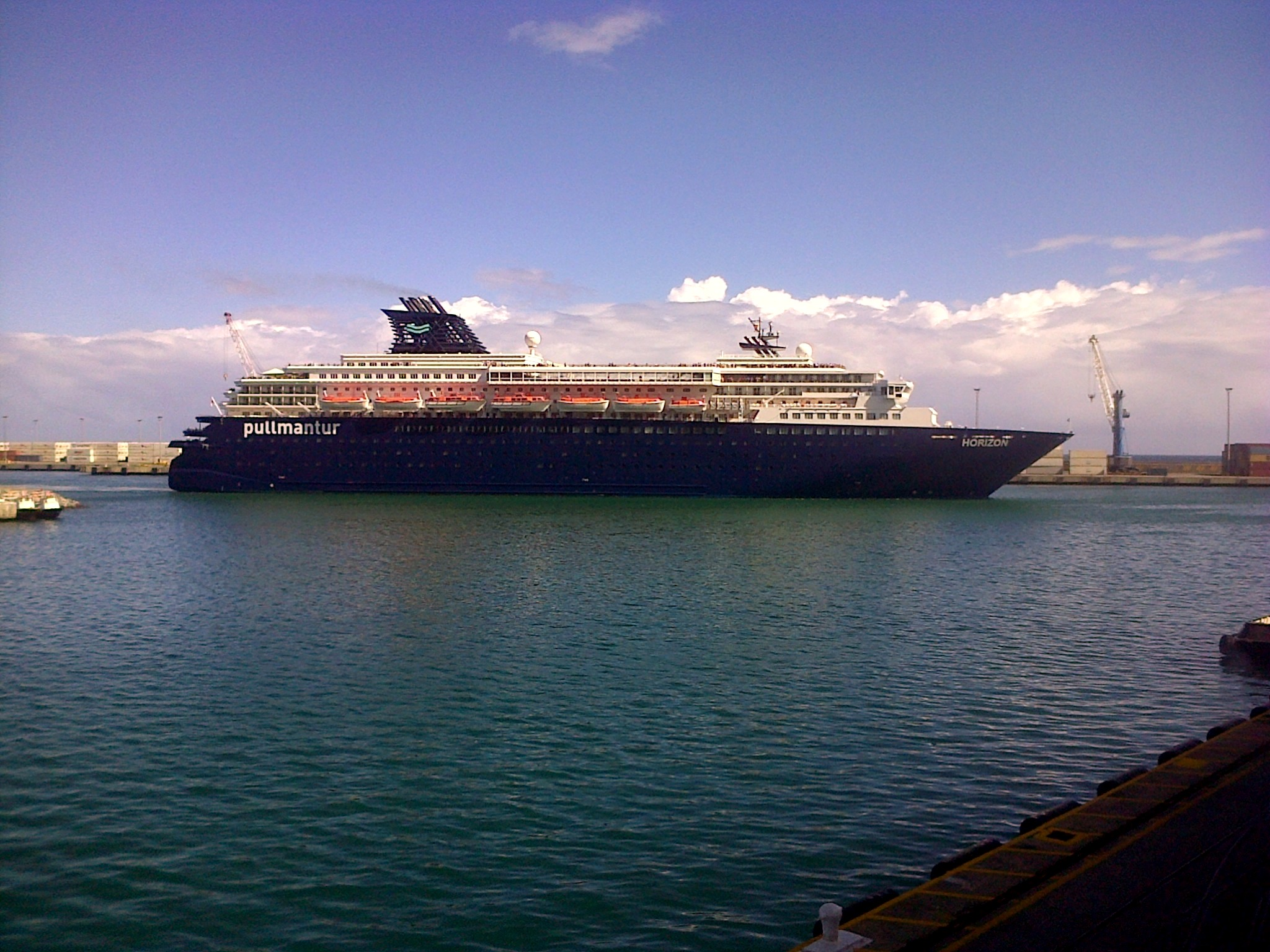
Puerto de La Guaira